# 大城卓三
大城 卓三（おおしろ たくみ、1993年2月11日- ）は、沖縄県那覇市出身のプロ野球選手（捕手、内野手）。右投左打。読売ジャイアンツ所属。

## 経歴

### プロ入り前
2歳年上の兄である昌士（元西部ガス硬式野球部）と、双子の兄である建二（元トヨタ自動車硬式野球部）がおり、3兄弟揃って東海大学付属相模高等学校、東海大学に進学している。中学までは沖縄で育つ。中学時代には、大矢明彦が名誉監督を務めるSOLA沖縄（現・大矢ベースボールクラブ）でプレー。1学年上のチームメイトに山川穂高がいた。
高校は、建二と共に神奈川県の東海大学付属相模高等学校に進学。一二三慎太とバッテリーを組み、第92回全国高等学校野球選手権大会に出場、チームは準優勝を遂げた（建二も一塁手として出場）。1学年下に田中俊太、菅野剛士、渡辺勝がいる。
高校卒業後は、建二とともに東海大学に進学。4年時には第63回全日本大学野球選手権大会で4番打者として優勝に貢献し、最高殊勲選手に選出された。同年の首都大学野球リーグ戦でも春秋連続の首位打者を獲得した。
大学卒業後はNTT西日本に入社し、3年目には社会人日本代表に選ばれた。
2017年10月26日に行われたドラフト会議では、読売ジャイアンツに3位指名を受け、11月20日に契約金6000万円、年俸1000万円で入団に合意した（金額は推定）。背番号は46。

### 巨人時代
2018年、ルーキーながら田中俊太とともに開幕一軍入り。開幕戦となった3月30日の対阪神タイガース戦（東京ドーム）に代打で一軍初出場を果たすと、初打席初安打を記録。開幕第3戦となった4月1日の阪神戦では「8番・捕手」として初先発出場を果たす。巨人でルーキーが開幕カードで捕手として先発出場するのは2001年の阿部慎之助以来17年ぶりのことだった。4月8日の対東京ヤクルトスワローズ戦（明治神宮野球場）では山中浩史からプロ初本塁打を記録。6月10日の対埼玉西武ライオンズ戦（東京ドーム）では増田達至からプロ初サヨナラ安打を記録。ルーキーながら小林誠司に次ぐ2番手捕手として36試合に先発出場しスタメンでの打率は.271、代打としても打率.308という成績を残した。オフに、1000万円増の推定年俸2000万円で契約を更改した。
2019年はC.C.メルセデスなどが先発の時にスタメンマスクを被ることが多かったが、一塁手としての出場が増加。シーズン中盤戦は「5番・一塁手」に定着した。夏場以降は炭谷銀仁朗の戦線離脱もあって捕手としての出番が増えた。109試合に出場し、打率.265、6本塁打、30打点の成績を挙げた。オフに、1500万円増の推定年俸3500万円で契約を更改した。背番号が24に変更されることも発表された。
2020年は開幕直前の6月3日にチームメイトの坂本勇人とともに新型コロナウイルスに感染したことが球団から発表された。6月3日から入院していたが、複数回の検査を受けた結果陰性となり、坂本とともに6月12日に退院。6月19日の開幕戦で一軍に合流した。開幕スタメンマスクこそ小林に明け渡したが、開幕3戦目で小林が故障したことにより長期離脱となり、以降はチームトップの71試合のスタメンマスクを被り、全体では93試合で打率.270、9本塁打、41打点を記録し、打撃3部門すべてでキャリアハイを更新。また課題であった盗塁阻止率も前年の.172からリーグ3位の.340に上昇させ、攻守でチームのリーグ連覇に貢献するなど、正捕手に定着し大きく飛躍した1年となった。オフには自身初のベストナインを受賞。12月16日、1000万円増の推定年俸4500万円で契約を更改した。
2021年3月26日の開幕・横浜DeNAベイスターズ戦で「7番・捕手」として初めて開幕戦での先発出場を果たし、3回裏にシーズン第1号となる3点本塁打を打った。巨人の捕手が開幕戦で本塁打を打ったのは1978年の山倉和博以来43年ぶりであった。8月24日の広島戦では自身初の2打席連続本塁打を放ち、プロ入り初の2桁本塁打を記録。自己最多の125試合に出場するが、シーズン後半に打撃の調子を落とし最終的に打率は.231に終わる。その一方で守備率はリーグトップの.999、盗塁阻止率も前年をさらに上回るリーグトップの.447を記録し守備での成長を見せた。12月15日、1000万増の推定年俸5500万円で契約を更改した。
2022年は、4月22日の中日ドラゴンズ戦でファウルフライを追った際にテレビカメラと衝突し左肘を縫う怪我で途中交代。翌23日の中日戦も先発出場するが、走塁中に足を捻り途中交代し、大きな怪我には至らなかったが2日連続でアクシデントに見舞われる。5月28日の北海道日本ハムファイターズ戦で左肘に死球を受け負傷交代し、31日の福岡ソフトバンクホークス戦からスタメン復帰するがノーヒットが続き、6月2日に二軍でミニキャンプを行う目的で登録抹消される。二軍から復帰し初打席となった6月18日の中日戦で髙橋宏斗から本塁打を放ち、そこから調子を上げていく。7月21日、チーム内で新型コロナウイルスの感染が広がり、大城も陽性判定を受け一時離脱をする。8月3日に一軍復帰し、8月7日のヤクルト戦で梅野雄吾から第10号となる本塁打を放ち、2年連続の2桁本塁打を記録する。最終的に115試合に出場して打率は.266、自己最多となる13本塁打を記録した。12月6日、2500万増の推定年俸8000万円で契約を更改した。シーズンオフに育成7位で大城元が入団し、大城卓の表記も使われるようになった。
2023年は、ワールド・ベースボール・クラシックに出場する野球日本代表（侍ジャパン）のメンバーに初選出された。本戦では第3捕手の立場で3試合に出場し2打数無安打に終わったが、準決勝のメキシコ戦では9回に出場して巨人の同僚でもある大勢とバッテリーを組んで無安打無失点に抑え、9回裏の逆転サヨナラ勝利に繋げた。
シーズンでは引き続き正捕手として出場し、5月20日の対中日戦ではプロ初となる満塁本塁打で勝利に貢献。夏場には岸田行倫にスタメンを譲る機会もあったが、9月21日の対阪神戦ではベンチスタートも6回二死に代打で登場すると青柳晃洋から満塁本塁打を放ちリードを5点に広げた。捕手による代打満塁本塁打は球団史上初の快挙となった。最終的に一度も登録抹消されずにシーズンを過ごし、自己最多の134試合に出場し、打率.281を記録した他、16本塁打も自己最多、打点55も自己最多を記録するなど初めて規定打席にも到達した。また、随所で犠打を決めることも多くリーグ最多の21を記録した。球団の捕手による規定打席到達は2017年の小林以来6年ぶりで左打ちに限れば捕手登録だった2014年の阿部以来9年ぶりである。盗塁阻止率も.373を記録するなど攻守で活躍し、3年ぶり2度目となるベストナインを獲得した。また、2024年からは菅野智之から選手会長を引き継ぐ。12月14日、5000万円増の1億3000万円で契約を更改した。
2024年は、開幕から23試合に出場したところで打率.188と不振に苦しみ、5月8日にリフレッシュを兼ねて二軍調整となった。5月31日に一軍に合流し、6月6日の千葉ロッテマリーンズ戦で西野勇士から同年第1号となる3点本塁打を放った。6月23日のヤクルト戦で攻守で好成績を出している岸田と同時に先発出場をさせる兼ね合いで2021年10月以来3年ぶりとなる一塁手として出場、その後も打撃成績が右肩上がりで復調したため引き続き一塁手としての出場が増加。その際、ポジションが重複する岡本和真が三塁及び外野に回って出場している。8月8日の試合で戸郷翔征から捕手の指名を受け、8月14日も連続完封して以降は、小林が菅野に専念したまま、シーズン終了まで大城が戸郷と井上中心、岸田がグリフィンと山崎中心の併用制に移行している。11月12日に国内FA権を行使せず残留する意思を球団に伝え、11月27日に3000万円増となる推定年俸1億6000万円で複数年契約を結んだ。

## 選手としての特徴
身長187cmの強肩強打の大型捕手で、特に打てる捕手としての評価が高い。
打撃力はプロ入り時から期待され、1年目のキャンプでも監督の高橋由伸から飛距離やスイングの速さ、力強さを絶賛され、その次の監督である原辰徳からも「コンタクト率はすごくいい子だから、打てるキャッチャーとして可能性をウンと持っている」と素質を評価された。他の捕手との併用もあり、打撃を生かすために一塁手の守備につくこともある。
打撃を評価される反面、プロ入り後しばらくはリード面や守備面で首脳陣や解説者等からは問題点を指摘されてきたが、守備面では2019年まで盗塁阻止率が2年連続で1割7分台と課題を抱えていたスローイングも、バッテリーコーチの相川亮二の指導のもと捕球から送球までのステップワークを改善した結果、正捕手に定置した2020年はリーグ3位の.340、2021年にはリーグトップの.447を記録するなど飛躍的に成長している。また、実際はワンバウンド処理、フレーミング技術といった能力も高く、データを元に評価した守備力は2020年は12球団の捕手で2位、2021年は12球団トップである。2022年11月10日、同社により受賞が決まり2年連続のトップ選出となった。2023年も「1位と僅差の2位」と評価され、また米SIS社の選出するフィールディング・バイブル・アワードのNPB捕手部門にも選出されている。
野村克也は生前に、「大城の配球には相手打者の分析力や観察力がよく出ている」と語り、「一球一球、根拠のあるリードをしている」と度々、評価していた。
落合博満からも「自分が巨人の監督だったら大城を正捕手にする」と評価している。

## 人物
座右の銘は母校、東海大相模高校の門馬敬治監督から貰った「一日一生」である。
故郷・沖縄の言葉「なんくるないさ」に例えられるようなおおらかな性格で、原監督からは野球に対する姿勢や努力は認められながらも、そういったおおらなかな性格がいい結果につながることもあれば、欲の無さに見えてしまうこともあると指摘される。
2021年からミズノとブランドアンバサダー契約を締結し、キャッチャーミットはフィット感がありミズノのキャッチャーミットの中でも一番大きくポケットが深いものを使用している。
高校・大学・巨人の先輩である菅野智之とバッテリーを組んだ時はメディアで「スガシロ」と呼ばれていた。
那覇市首里の出身で、2019年10月に火災で焼失した首里城再建のため、同年11月に大城を含む沖縄出身プロ野球選手の有志20人で106万円を那覇市に寄付した。2021年2月には新型コロナウイルスの感染拡大により沖縄キャンプが無観客になったことを受け、首里の少年野球チームに自身のキーホルダー200個プレゼントし、那覇市制100周年記念事業を支援するため個人で那覇市に100万円を寄付している。

## 詳細情報

### 年度別打撃成績
| 年 度     | 球 団     | 試 合 | 打 席 | 打 数 | 得 点 | 安 打 | 二 塁 打 | 三 塁 打 | 本 塁 打 | 塁 打 | 打 点 | 盗 塁 | 盗 塁 死 | 犠 打 | 犠 飛 | 四 球 | 敬 遠 | 死 球 | 三 振 | 併 殺 打 | 打 率 | 出 塁 率 | 長 打 率 | O P S |
| --------- | --------- | ----- | ----- | ----- | ----- | ----- | -------- | -------- | -------- | ----- | ----- | ----- | -------- | ----- | ----- | ----- | ----- | ----- | ----- | -------- | ----- | -------- | -------- | ----- |
| 2018      | 巨人      | 83    | 202   | 185   | 19    | 49    | 12       | 0        | 4        | 73    | 17    | 0     | 1        | 2     | 0     | 15    | 3     | 0     | 46    | 3        | .265  | .320     | .395     | .715  |
| 2019      | 巨人      | 109   | 329   | 294   | 19    | 78    | 16       | 1        | 6        | 114   | 30    | 0     | 1        | 5     | 1     | 25    | 0     | 4     | 80    | 7        | .265  | .330     | .388     | .718  |
| 2020      | 巨人      | 93    | 308   | 274   | 30    | 74    | 10       | 1        | 9        | 113   | 41    | 1     | 0        | 1     | 3     | 30    | 6     | 0     | 82    | 1        | .270  | .339     | .412     | .751  |
| 2021      | 巨人      | 125   | 386   | 347   | 36    | 80    | 12       | 0        | 11       | 125   | 37    | 0     | 0        | 3     | 1     | 33    | 4     | 2     | 80    | 11       | .231  | .300     | .360     | .660  |
| 2022      | 巨人      | 115   | 393   | 346   | 24    | 92    | 11       | 1        | 13       | 144   | 43    | 1     | 0        | 9     | 0     | 36    | 4     | 2     | 77    | 10       | .266  | .339     | .416     | .755  |
| 2023      | 巨人      | 134   | 490   | 424   | 50    | 119   | 20       | 1        | 16       | 189   | 55    | 0     | 0        | 21    | 4     | 36    | 3     | 5     | 109   | 12       | .281  | .341     | .446     | .787  |
| 2024      | 巨人      | 96    | 321   | 283   | 19    | 72    | 17       | 0        | 3        | 98    | 27    | 0     | 0        | 0     | 4     | 31    | 2     | 3     | 62    | 3        | .254  | .330     | .346     | .677  |
| 通算：7年 | 通算：7年 | 755   | 2429  | 2153  | 197   | 564   | 98       | 4        | 62       | 856   | 250   | 2     | 2        | 41    | 13    | 206   | 22    | 16    | 536   | 47       | .262  | .329     | .398     | .727  |

- 2024年度シーズン終了時
- 各年度の太字はリーグ最高

### WBCでの打撃成績
| 年 度 | 代 表 | 試 合 | 打 席 | 打 数 | 得 点 | 安 打 | 二 塁 打 | 三 塁 打 | 本 塁 打 | 塁 打 | 打 点 | 盗 塁 | 盗 塁 死 | 犠 打 | 犠 飛 | 四 球 | 敬 遠 | 死 球 | 三 振 | 併 殺 打 | 打 率 | 出 塁 率 | 長 打 率 | O P S |
| ----- | ----- | ----- | ----- | ----- | ----- | ----- | -------- | -------- | -------- | ----- | ----- | ----- | -------- | ----- | ----- | ----- | ----- | ----- | ----- | -------- | ----- | -------- | -------- | ----- |
| 2023  | 日本  | 3     | 2     | 2     | 0     | 0     | 0        | 0        | 0        | 0     | 0     | 0     | 0        | 0     | 0     | 0     | 0     | 0     | 1     | 0        | .000  | .000     | .000     | .000  |

### 年度別守備成績
捕手守備
| 年 度 | 球 団 | 捕手  | 捕手  | 捕手  | 捕手  | 捕手  | 捕手     | 捕手  | 捕手     | 捕手     | 捕手     | 捕手     |
| 年 度 | 球 団 | 試 合 | 刺 殺 | 補 殺 | 失 策 | 併 殺 | 守 備 率 | 捕 逸 | 企 図 数 | 許 盗 塁 | 盗 塁 刺 | 阻 止 率 |
| ----- | ----- | ----- | ----- | ----- | ----- | ----- | -------- | ----- | -------- | -------- | -------- | -------- |
| 2018  | 巨人  | 66    | 285   | 19    | 3     | 1     | .990     | 2     | 34       | 28       | 6        | .176     |
| 2019  | 巨人  | 62    | 276   | 21    | 2     | 1     | .993     | 2     | 29       | 24       | 5        | .172     |
| 2020  | 巨人  | 85    | 498   | 48    | 2     | 5     | .996     | 2     | 47       | 31       | 16       | .340     |
| 2021  | 巨人  | 111   | 633   | 60    | 1     | 9     | .999     | 2     | 47       | 26       | 21       | .447     |
| 2022  | 巨人  | 114   | 664   | 79    | 4     | 8     | .995     | 4     | 63       | 41       | 22       | .349     |
| 2023  | 巨人  | 133   | 906   | 82    | 2     | 12    | .998     | 7     | 67       | 42       | 25       | .373     |
| 2024  | 巨人  | 45    | 275   | 22    | 0     | 3     | 1.000    | 3     | 11       | 7        | 4        | .364     |
| 通算  | 通算  | 616   | 3537  | 331   | 14    | 39    | .996     | 22    | 298      | 199      | 99       | .332     |

内野守備
| 年 度 | 球 団 | 一塁  | 一塁  | 一塁  | 一塁  | 一塁  | 一塁     |
| 年 度 | 球 団 | 試 合 | 刺 殺 | 補 殺 | 失 策 | 併 殺 | 守 備 率 |
| ----- | ----- | ----- | ----- | ----- | ----- | ----- | -------- |
| 2019  | 巨人  | 46    | 251   | 17    | 1     | 24    | .996     |
| 2020  | 巨人  | 5     | 33    | 0     | 0     | 3     | 1.000    |
| 2021  | 巨人  | 10    | 53    | 4     | 1     | 7     | .983     |
| 2024  | 巨人  | 39    | 275   | 18    | 2     | 28    | .993     |
| 通算  | 通算  | 100   | 612   | 39    | 4     | 62    | .994     |

- 2024年度シーズン終了時[注 1]
- 各年度の太字はリーグ最高

### 表彰
- ベストナイン：2回（捕手部門：2020年[80]、2023年）
- 月間最優秀バッテリー賞：1回（2020年6・7月 投手：菅野智之[81]）
- DELTA FIELDING AWARDS：2回（捕手部門：2021年[64]、2022年[66]）

### 記録
初記録
- 初出場：2018年3月30日、対阪神タイガース1回戦（東京ドーム）、7回裏に菅野智之の代打で出場
- 初打席・初安打：同上、ランディ・メッセンジャーから右前安打
- 初先発出場：2018年4月1日、対阪神タイガース3回戦（東京ドーム）、「8番・捕手」で先発出場
- 初打点：2018年4月7日、対東京ヤクルトスワローズ2回戦（明治神宮野球場）、9回表にマット・カラシティーから押し出し四球
- 初本塁打：2018年4月8日、対東京ヤクルトスワローズ3回戦（明治神宮野球場）、3回表に山中浩史から右中間越ソロ
- 初盗塁：2020年8月23日、対広島東洋カープ12回戦（MAZDA Zoom-Zoom スタジアム広島）、8回表に二盗（投手：塹江敦哉、捕手：會澤翼）

その他の記録
- オールスターゲーム出場：1回（2023年）

### 背番号
- 46（2018年[10] - 2019年）
- 24（2020年[19] - ）

### 代表歴
- 2023 ワールド・ベースボール・クラシック日本代表